# Odessa (Nueva York)
Odessa es una villa ubicada en el condado de Schuyler en el estado estadounidense de Nueva York. En el año 2000 tenía una población de 617 habitantes y una densidad poblacional de 196 personas por km².

## Geografía
Odessa se encuentra ubicada en las coordenadas 42°20′11″N 76°47′21″O / 42.33639, -76.78917.

## Demografía
Según la Oficina del Censo en 2000 los ingresos medios por hogar en la localidad eran de $41,250, y los ingresos medios por familia eran $51,429. Los hombres tenían unos ingresos medios de $27,969 frente a los $27,143 para las mujeres. La renta per cápita para la localidad era de $18,639. Alrededor del 8.9% de la población estaban por debajo del umbral de pobreza.